# Erster Bremisch-Schwedischer Krieg
Der Erste Bremisch-Schwedische Krieg (schwedisch Första bremiska kriget) war ein kriegerischer Konflikt zwischen dem Königreich Schweden und der Hansestadt Bremen im Jahr 1654. Er wurde um die Vorherrschaft im Gebiet des Herzogtums Bremen-Verden und um den Status Bremens als freie Reichsstadt geführt.

## Vorgeschichte

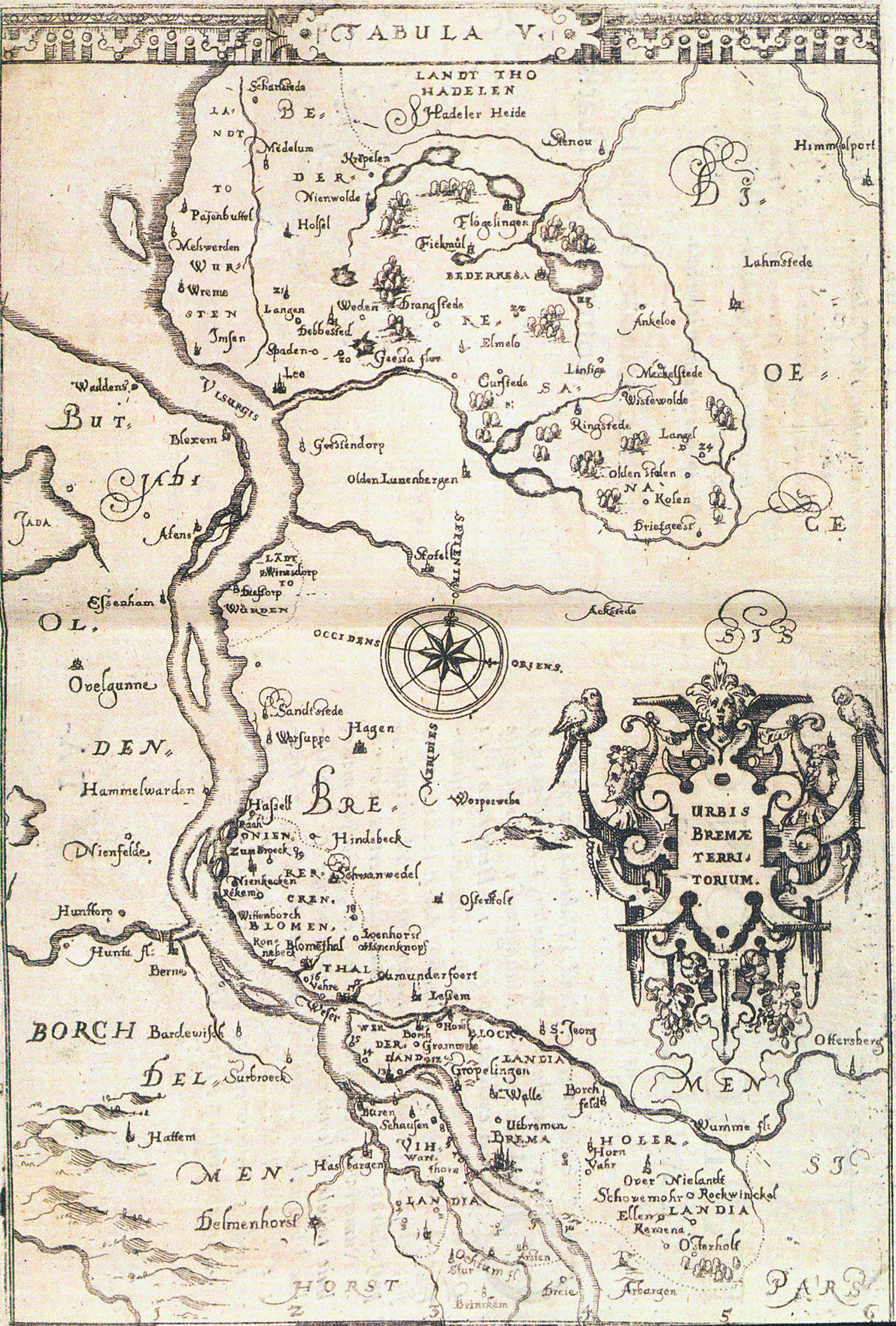
Die Gebiete der Stadt Bremen zu Beginn des 17. Jahrhunderts

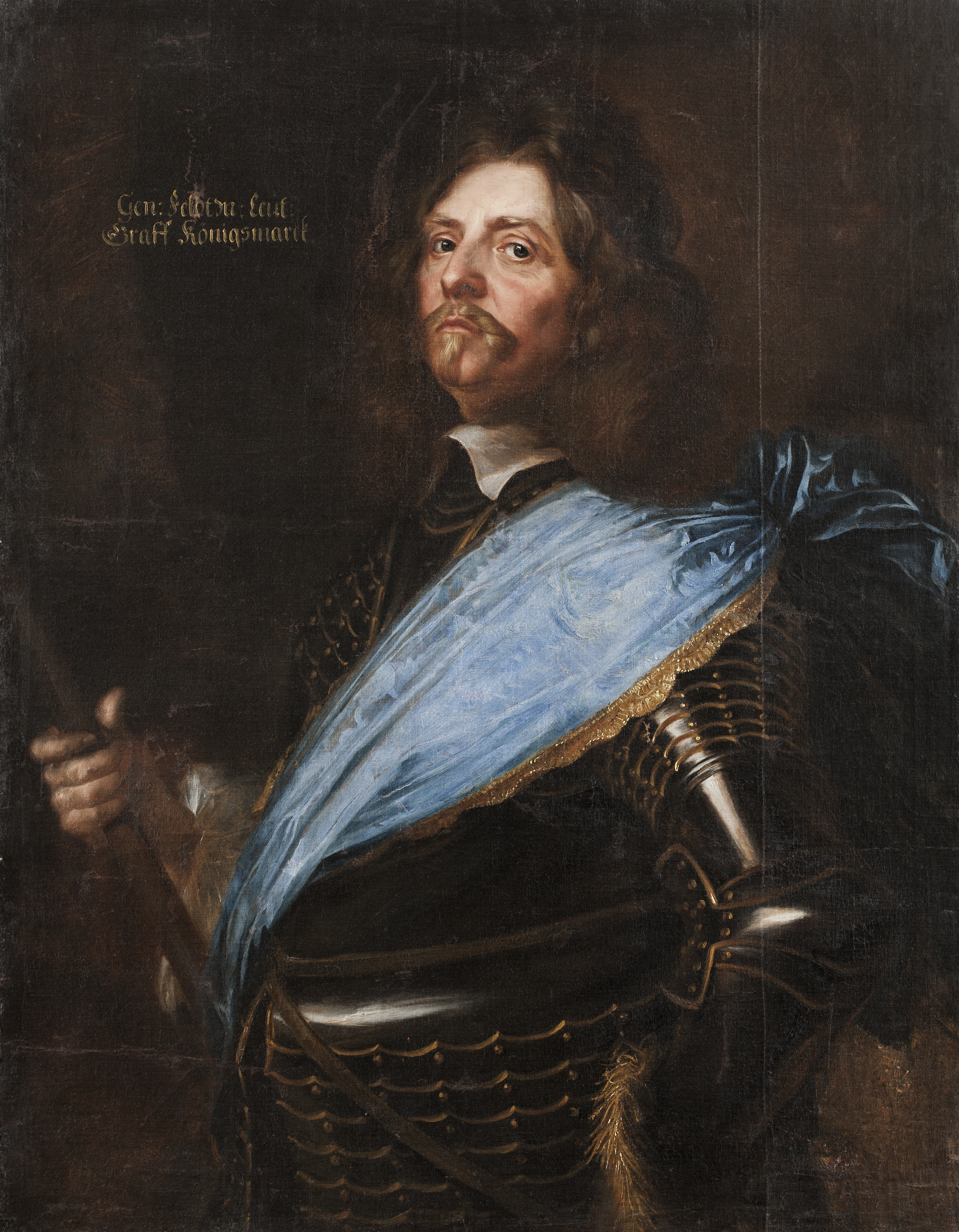
Hans Christoph Graf von Königsmarck

Nachdem Bremen die Wirrungen des Dreißigjährigen Krieges weitgehend unbeschadet überstanden hatte, geriet die Stadt Mitte des 17. Jahrhunderts in eine schwierige wirtschaftliche und politische Situation. Zum einen belastete der von der Grafschaft Oldenburg erhobene Elsflether Weserzoll die bremische Wirtschaft erheblich, zum anderen brachten die Machtansprüche Schwedens, das seit 1644 das Gebiet des ehemaligen Erzstiftes Bremen kontrollierte, die Stadt in Bedrängnis. Auch die Verträge des Westfälischen Friedens 1648 brachten keine Klarheit. Einerseits fielen darin die Gebiete des ehemaligen Erzstiftes Bremen und des Hochstiftes Verden offiziell als Herzogtum Bremen-Verden an Schweden:
„[…] Überträgt der Kaiser kraft des gegenwärtigen Vertrages mit Zustimmung des ganzen Reiches der durchlauchtigsten Königin, ihren Erben und ihren Nachfolgern, den Königen und dem Königreich Schweden das Erzbistum Bremen, das Bistum Verden sowie das Amt Wildeshausen als dauerndes und unmittelbares Reichslehen, und zwar mit dem überlieferten Wappen unter dem Titel eines Herzogtums sowie mit allen Recht, das den letzten Erzbischöfen von Bremen über Kapitel und Diözese von Hamburg zustand […].“ 
Andererseits wurde für Bremen in dem Vertragswerk die Beibehaltung des gegebenen Zustandes festgeschrieben:
„Die Stadt Bremen mit ihrem Gebiet und ihren Untertanen soll in ihrem gegenwärtigen Rechtszustand, ihrer Freiheit, ihren Rechten und Privilegien in geistlichen und weltlichen Angelegenheiten uneingeschränkt belassen werden. Sollte aber zwischen ihr und dem Bistum oder [jetzigen] Herzogtum oder den Kapiteln jetzt oder in Zukunft Streit entstehen, dann soll dieser entweder gütlich beigelegt oder gerichtlich entschieden werden, inzwischen aber jede Partei in dem Besitz verbleibt, den sie innehat.“ 
Diese Passagen wurden in der Folge von schwedischer und bremischer Seite den eigenen Interessen entsprechend ausgelegt. So weigerte sich Bremen, die Hoheit über die Gebiete der Stadt, die Teil des Herzogtums waren – wie das Amt Bederkesa und das Kirchspiel Lehe –, an Schweden abzutreten. Schweden seinerseits wollte die Stadt unter seine Kontrolle bringen und verweigerte die Anerkennung der Reichsunmittelbarkeit Bremens, die 1646 durch Kaiser Ferdinand III. im Linzer Diplom bestätigt worden war.
Diese Situation führte zu wachsenden Spannungen zwischen beiden Parteien, die auch durch Verhandlungen in Stade, dem Verwaltungssitz des Herzogtums Bremen-Verden, nicht gelöst werden konnten. Als Bremen 1653 auf den Reichstag zu Regensburg geladen wurde, protestierte Schweden dagegen und ließ durch Generalgouverneur Hans Christoph von Königsmarck einen Großteil der bremischen Gebiete, wie Lehe, Vegesack, Blumenthal und Neuenkirchen, besetzen. In zahlreichen Streitschriften verteidigten der bremische Syndicus Johann Wachmann der Jüngere und die schwedischen Gesandten Friedrich Bohle und Matthias Biorensclau in der Folge die Positionen und Ansprüche der beiden Parteien vor dem Reichstag, bis der Reichshofrat am 20. Januar 1654 in einem Gutachten Bremens Recht auf Sitz und Stimme im Reichstag bestätigte, was von schwedischer Seite jedoch nicht akzeptiert wurde.

## Der Krieg

### Frühjahr 1654

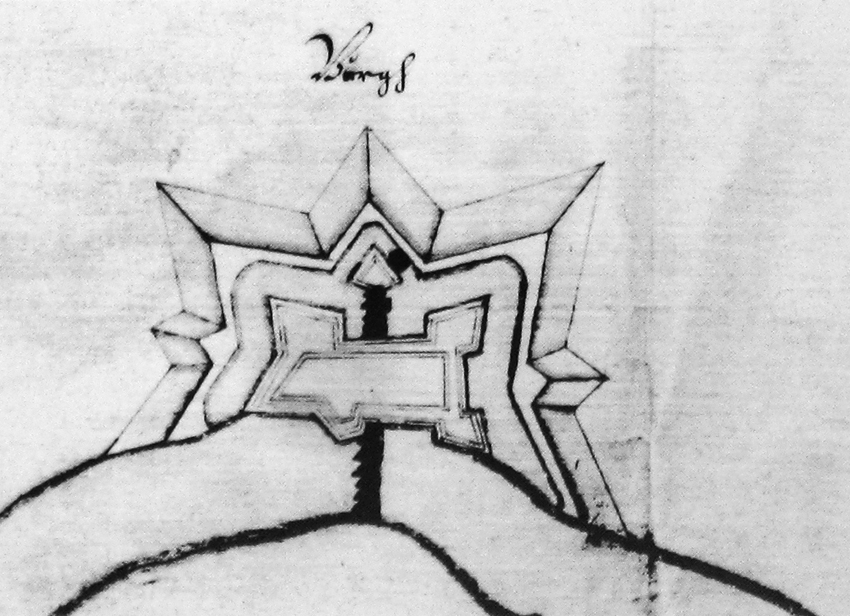
Die Burger Schanze an der Lesum

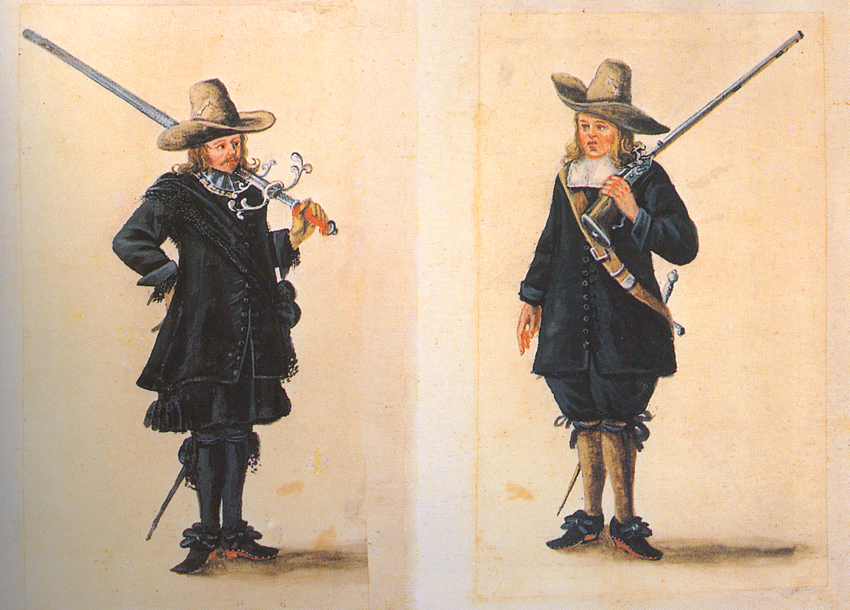
Bremische Schützen im 17. Jahrhundert

Als die Bremer durch einen Zufall am 11. März 1654 einen Brief abfingen, der die bevorstehende Inbesitznahme des Ortes Burg nahe Vegesack durch schwedische Truppen enthüllte, ließ der Rat diese wichtige Stellung am Lesumübergang durch eine Schanze befestigen. Am 30. März setzte Königsmarck daraufhin mit schwedischen Truppen über die Lesum über und griff die Burger Schanze an, die von 130 Mann unter Leutnant Paul Lindhövel verteidigt wurde. Am kommenden Tag beschloss der Rat, zum Entsatz der bedrängten Stellung eine Truppe zu entsenden, die vier Kompanien reguläre Soldaten, vier Bürgerkompanien, die Schützenkompanie mit 220 Mann, sowie 500 Mann aus den Vorstädten umfasste. Der Abzug der Einheiten unter Oberst Gerhard auf dem Keller verzögerte sich jedoch bis in den Abend hinein – was später Bürgermeister Statius Speckhan und der Schützenkompanie angelastet wurde –, so dass die Schweden Zeit hatten, auf einem Hügelkamm bei Gröpelingen Stellung zu beziehen und die anrückenden Truppen zum Rückzug zu zwingen. Die Bremer fluteten daraufhin das Wallerfeld – eine Fläche aus Weiden und Wiesen zwischen dem Dorf Walle und der Stadt –, um im Gegenzug ein Vorrücken der Schweden auf Bremen zu erschweren. Kurz darauf, am 2. April, musste die Besatzung der Burger Schanze kapitulieren, durfte sich jedoch nach Bremen zurückziehen.
Der Bremer Rat verstärkte in der Folge seine Truppen um weitere 3000 Soldaten zu Fuß und zu Pferde und schickte Ratsherrn Simon Anton Erp von Brockhausen in die benachbarten Fürstentümer, um Unterstützung für die Stadt zu werben. Gleichzeitig verstärkten die Bremer ihre Stellung an der Ochtum durch die Anlage einer Schanze am Warturm und schafften vor den Wallanlagen der Stadt freies Schussfeld für eine bessere Verteidigung gegen einen möglichen schwedischen Angriff. Königsmarck ließ seinerseits die eroberte Burger Schanze ausbauen und einen zweiten Ringwall um die Befestigung anlegen. In der Zwischenzeit versuchten Hamburger und Lübecker Gesandte zwischen den Kriegsparteien zu vermitteln, vorerst jedoch ohne Erfolg. Bremen erwirkte indes am 19. April einen kaiserlichen Erlass – Mandata avocatoria et inhibitoria –, der es den Ständen des Herzogtums Bremen untersagte, gegen die Stadt Bremen zu handeln.

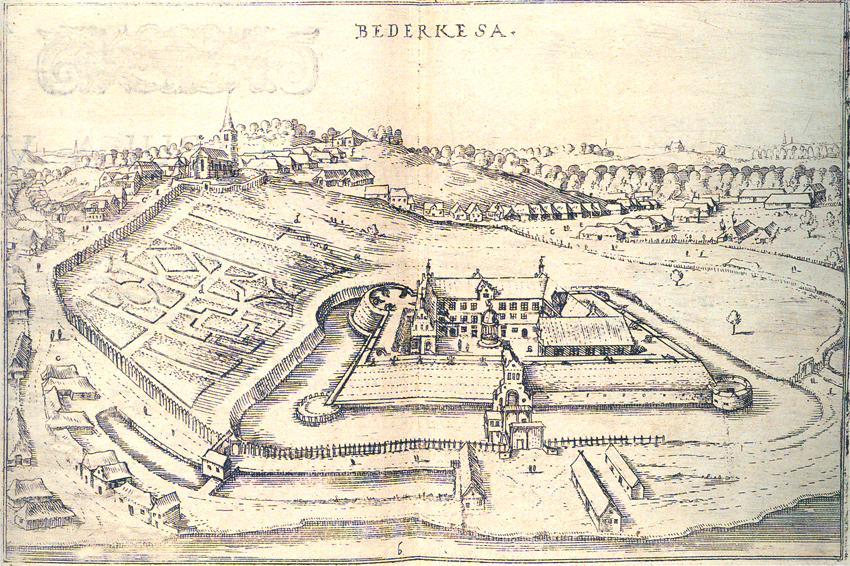
Der Ort und die Burg von Bederkesa um 1600

Anfang Mai 1654 griffen die Schweden die Bremer Exklave Bederkesa an. Die in der dortigen Burg stationierte kleine Garnison von nur 40 Mann musste am 8. Mai kapitulieren, bekam jedoch freien Abzug gewährt. Zur gleichen Zeit fielen Bremer Truppen in das schwedische Amt Achim ein, wo sie Pferde erbeuteten und Gefangene machten. Auf der Wümme erbeuteten die Bremer darüber hinaus schwedische Schiffe mit Proviant, Pulver und Musketenkugeln. Königsmarck ließ daraufhin die abziehenden Bremer Soldaten aus Bederkesa bei Burg abfangen und einkerkern. Am 18. Mai plünderten Bremer Reiter das Amt Thedinghausen. Am 30. Mai folgte ein erneuter Einfall in Achim. Schwedische Reiter drangen daraufhin ins Bremer Gebiet ein und lieferten sich ein Scharmützel beim Steinturm am Dobben, der vorgelagerten Landwehr im Osten der Stadt.

### Sommer 1654
Am 14. Juni zog ein großes Bremer Kontingent zur Rückeroberung der Burger Schanze aus. Bezeichnenderweise führten die Truppen ein Banner mit sich, das den Roland zeigte, ergänzt um das Motto „Antiqua Libertas“ (‚Alte Freiheit‘), da der Rat die kriegerische Auseinandersetzung mit Schweden als Kampf um die Bewahrung der Unabhängigkeit der Stadt verstand. Die bremischen Fußtruppen zogen auf der linken Weserseite nach Norden und setzten bei Lankenau über, die Reiterei plus acht Kompanien Bürger und Artillerie bewegte sich auf der rechten Weserseite voran. Es folgte ein sofortiger Angriff auf die Schanze, bei dem auf Seiten der Verteidiger 17 Mann und der Kommandant fielen, auf Seiten der Angreifer 20 Mann. In der Nacht ergaben sich die verbliebenen 93 schwedischen Soldaten. Einige Tage später eroberten die Bremer auch Vegesack zurück und machten dort 83 Gefangene.
Im Juli setzten die Bremer ihre Aktionen fort und zogen unter Gerhard vor dem Keller mit 600 Mann, drei Reiter-Kompanien und zwei Geschützen nach Verden und nahmen die Stadt nach einem kurzen Gefecht ein. Mitte Juli fuhr ein bremisches Kontingent von rund 1000 Mann mit Schiffen die Weser abwärts, fiel im Land Wursten ein und erzwang Kontribution von den dortigen Einwohnern. Darüber hinaus wurde der schwedische Vogt von Lehe, Johann Eden, gefangen genommen.

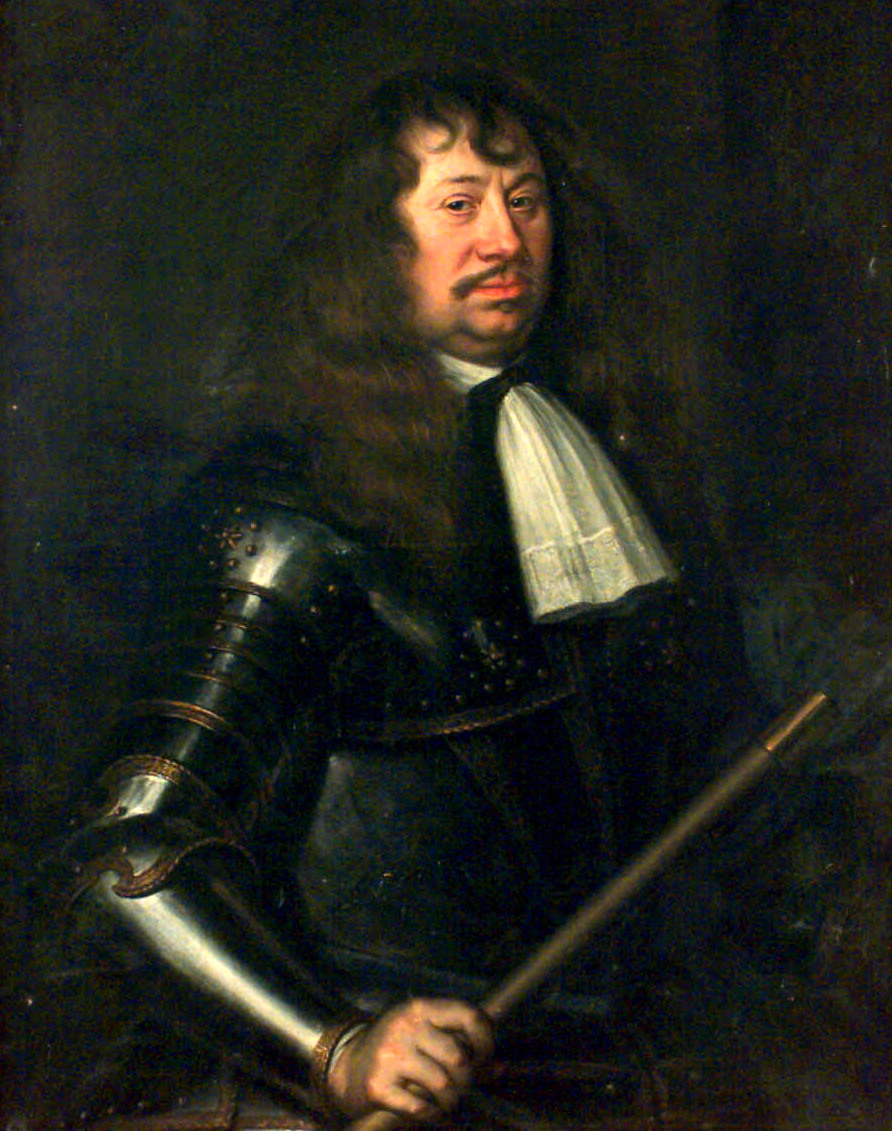
Der schwedische Feldmarschall Carl Gustav Wrangel

Ende Juli zogen die Bremer mit knapp 500 Mann Reitern und Fußvolk unter Kapitän Lindhövel abermals gen Thedinghausen und nahmen das dortige Schloss ein, Kommandant Grothausen und die schwedische Besatzung erhielten freien Abzug. Königsmarck hatte derweilen bei Verden 1700 Mann unter Carl Gustav Wrangel zusammengezogen, um die abrückenden bremischen Truppen abzufangen. Zwar erreichte die Nachricht von dem rasch anmarschierenden großen schwedischen Kontingent die Bremer, doch verzögerte sich deren Rückzug, da die Soldaten zu Fuß ihre Beute nicht zurücklassen wollten. So gelang es der schwedischen Reiterei, die Bremer an der Weser einzuholen. Während die Reiterei ihren Rückzug fortsetzen konnte, wurden die Fußsoldaten beim Boller Holze umzingelt und in ein schweres Gefecht mit den schwedischen Truppen verwickelt, in dessen Verlauf 100 Bremer und 160 Schweden den Tod fanden. Darüber hinaus wurden auf Seiten der Bremer die Offiziere Lindhövel und Braun Brauer tödlich verwundet, auf Seiten der Schweden Oberst Versen und Major Breda. Nur wenigen bremischen Soldaten gelang die Flucht, der Rest der Einheit wurde gefangen genommen.
Am 13. August begannen schwedische Truppen einen erneuten Angriff auf die Burger Schanze, die von 400 Mann unter Kommandant Blazer verteidigt wurde, und beschossen die Stellung von Marßel aus. In Vegesack kam es zur gleichen Zeit zu Gefechten zwischen Bremer Schiffen und schwedischen Dragonern, die das Havenhaus besetzt hatten. Die Schweden kaperten zudem etliche Bremer Schiffe auf der Weser und der Ochtum. Um die umkämpfte Burger Schanze zu umgehen, ließen die Schweden Truppen über Lilienthal, Borgfeld und Schwachhausen bis zur Bürgerweide vorrücken und ins Wallerfeld einfallen. Bei Gröpelingen kam es dabei zu Scharmützeln mit der bremischen Reiterei, bei denen ein Vetter Königsmarcks – ein schwedischer Offizier – getötet wurde. Die Schweden plünderten daraufhin das Dorf Walle.

### Herbst 1654
Am 5. September mussten die Bremer in der Burger Schanze schließlich kapitulieren und die Festung endgültig räumen. Als die Nachricht darüber in Bremen eintraf, kam das Gerücht auf, die Schweden stünden bereits vor der Stadt. Es kam zu Tumulten, in deren Folge Bürgermeister Statius Speckhan zurücktreten musste, der verdächtigt wurde, nun auf einen Sieg der Schweden zu setzen. Zunehmend kam jedoch auch Schweden in eine schwierige diplomatische Lage, da den anderen Staaten Norddeutschlands eine zu starke Präsenz des mächtigen Königreichs in ihrer Nachbarschaft Sorgen bereitete.

## Kriegsende

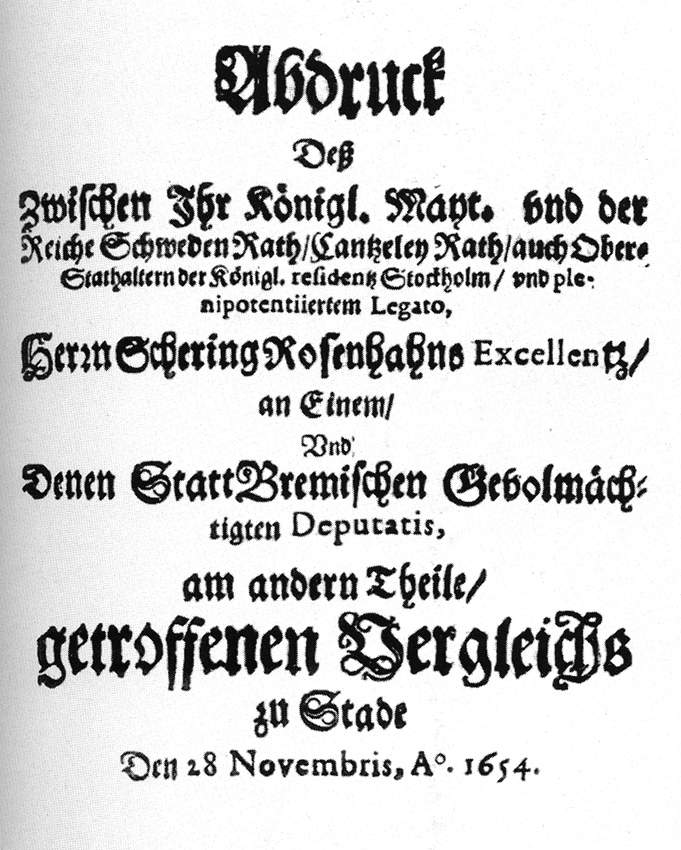
Titelseite des Ersten Stader Vergleichs

Am 15. September 1654 wurde ein Waffenstillstand geschlossen, der nach Verhandlungen zwischen dem schwedischen Gesandten Schering Rosenhane und dem bremischen Bevollmächtigten Johann Wachmann am 28. November mit dem Ersten Stader Vergleich vertraglich besiegelt wurde. Schweden erhielt damit die Hoheit über Bederkesa und Lehe sowie über die Burger Schanze; Vegesack und Blumenthal verblieben bei Bremen. Darüber hinaus erklärte sich Bremen bereit, 12.000 Taler für den Abzug der schwedischen Truppen zu bezahlen und dem Königreich Schweden zu huldigen. Die Frage des Reichsstandes der Stadt blieb jedoch ungeklärt, was 1666 schließlich zum Zweiten Bremisch-Schwedischen Krieg führte.